# انگلیسی نیویورکی
انگلیسی نیویورکی (به انگلیسی: New York City English) یکی از گویش‌های زبان انگلیسی است که جزو زیرمجموعه انگلیسی آمریکایی محسوب می‌شود. مردم بسیاری در نیویورک و منطقه‌های پیرامونش در ناحیه ابرشهری نیویورک بدان تکلم می‌کنند.

## گویشوران سرشناس
- بلا ابزوگ[۴][۵]
- دنی آیلو[۶][۷][۸][۹]
- آلن آلدا[۱۰][۱۱]
- وودی آلن[۸][۹][۱۲][۱۳]
- مل بروکس[۸][۹][۱۴]
- باگز بانی[۱۵][۱۶][۱۷]
- جیمز کان[۸][۹][۱۸]
- سید سیزر[۱۶]
- جیمز کاگنی[۸][۹][۱۹]
- ماریا کری[۲۰][۲۱]
- جرج کارلین[۲۲]
- تونی کرتیس[۲۳][۲۴][۲۵]
- تونی دنزا[۱۶][۱۹][۲۶]
- دد اند کیدز[۱۵][۱۹]
- رابرت د نیرو[۸][۹][۱۶][۱۹]
- الن درشویتس[۲۷]
- وین دیزل[۲۸][۲۹]
- کوین دابسن[۳۰][۳۱]
- فرن درشر[۹][۱۲][۱۵][۱۶][۱۹]
- جیمی درنت[۱۲][۳۲]
- جان گارفیلد[۳۳][۳۴]
- رودی جولیانی[۱۶][۳۵][۳۶]
- ووپی گلدبرگ[۹]
- گیلبرت گوتفرید[۳۷][۳۸]
- بودی هکت[۳۹]
- جاد هیرش[۸][۹][۱۶]
- هاروی کایتل[۴۰]
- اد کک[۱۲][۱۶][۳۲]
- برت لنکستر[۸][۹][۱۶]
- سیندی لاپر[۴۱][۴۲]
- جان لگویزمائو[۴۳][۴۴][۴۵]
- وینس لمباردی[۴۶]
- برنارد میداف[۴۷]
- در بارانداز[۱۶][۴۸]
- بری مانیلو[۴۹]
- گری مارشال[۵۰][۵۱]
- پنی مارشال[۵۲]
- برادران مارکس; معروف بهگروچو مارکس[۸][۹][۵۳]
- جکی[۱۲][۵۴]
- والتر ماتائو[۸][۹][۵۵][۵۶]
- دبی مازار[۵۷][۵۸]
- کریس مولین[۵۹][۶۰][۶۱]
- روزی اودانل[۸][۹][۶۲]
- آل پاچینو[۸][۹][۶۳][۶۴][۶۵]
- رزی پرز[۱۲][۱۳][۱۹][۲۶][۶۶]
- رئا پرلمان[۶۷]
- جو پشی[۸][۹][۱۲][۱۳][۶۸]
- برنادت پیترز
- ریجیس فیلبین[۶۹]
- کالین کویین[۷۰][۷۱]
- جرج رافت[۷۲][۷۳]
- چارلز بی. رنگل[۷۴][۷۵]
- مایکل راپاپورت[۷۶]
- پل رایزر[۱۳]
- لیه رمینی[۷۷][۷۸]
- دان ریکلس[۷۹]
- تلما ریتر[۸۰]
- جون ریورز[۸۱][۸۲]
- نلسن راکفلر[۱۹]
- ری رومانو[۸۳]
- فرانکلین دلانو روزولت[۹][۱۲][۱۵][۱۶][۸۴][۸۵][۸۶]
- تلی ساوالاس[۱۶]
- برنی سندرز[۸۷][۸۸]
- بازیگران ساینفلد [۱۶][۸۹][۹۰][۹۱][۹۲]
- فیل سیلورز[۹۳]
- فرانک سیناترا[۱۶]
- ال اسمیت[۹۴][۹۵]
- بازیگران سوپرانوز [۸۴][۹۶][۹۷][۹۸][۹۹][۱۰۰]
- باربارا استانویک[۱۰۱][۱۰۲]
- هاوارد استرن[۱۰۳]
- باربارا استرایسند[۸][۹][۱۶]
- سه کله پوک[۱۶]
- مریسا تومه[۸][۹][۱۰۴][۱۰۵]
- جان تراولتا[۱۰۶][۱۰۷]
- دونالد ترامپ[۱۰۸][۱۰۹][۱۱۰]
- کریستوفر واکن[۹][۱۱۱]
- ایلای والاک[۱۱۲]
- دنزل واشنگتن[۱۱۳][۱۱۴]
- مائه وست[۱۱۵]
- آدام سندلر[۱۱۶]